# ERRATA ANEX
'ERRATA ANEX' es parte de la discografía de la banda de Denton, Texas, Neon Indian. El álbum se lanzó mediante "Mom + Pop" (una compañía discográfica de los Estados Unidos) el 9 de abril de 2013.
Este álbum o EP está hecho a base de remezclas (algunas canciones del álbum Era Extraña). 
Dichas remezclas fueron hechas por las siguientes bandas: Twin Shadow, Actress, Boyd Rice, Optimo y Pattern.
Antes de que se lanzara este EP el líder de la banda, Alan Palomo anunció:
“Estos remixes son una pequeña colección que reuní durante el último año, mientras estaba en el tour de “Era Extraña”. Los artistas fueron seleccionados porque eran los que más sonaban en mis audífonos. Esperamos que las disfruten”.

## Canciones
| N.º   | Título                           | Duración |  |
| 1.    | «Polish Girl (Optimo Mix)»       | 7:51     |  |
| 2.    | «Halogen (Boyd Rice Remix)»      | 4:35     |  |
| 3.    | «Heart Release (Patten Remix)»   | 6:07     |  |
| 4.    | «Blindside Kiss (Actress Remix)» | 6:21     |  |
| 5.    | «Hex Girlfriend (Twin Shadow)»   | 3:13     |  |
| 27:27 |                                  |          |  |